# Девојчица
Девојчица (ијек. дјевојчица) било које је женско људско биће од рођења кроз детињство и адолесценцију до одрастања, када постаје жена. Термин такође може да означава и младу жену. Реч је често коришћена као синоним за ћерку.

## Демографија
Мало више дечака се роди него девојчица (у САД однос је око 105 дечака рођених на сваких 100 девојчица), али постији мања шанса да девојчице умру него дечаци, током детињства, тако да однос за испод 15 година варира између 103 и 108 дечака на сваких 100 девојчица.
У Индији је до 2011. било 91 девојчица млађих од 6 година на сваких 100 дечака. Попис из 2011. је показао да однос девојчица према дечацима испод 6 година опао чак и током прошле деценије, са 927 девојчица на сваких 1.000 дечака у 2001. на 918 девојчица на сваких 1000 дечака у 2011. У Кини научници пријављују 794 женске деце на сваких 1.000 мушке деце у руралним срединама. У Азербејџану, према подацима о рођењима протеклих 20 година, испада да су 862 девојчице рођене на сваких 1.000 дечака, просечно годишње. Стивен Мошер, председник Института за истраживање популације у Вашингтону, рекао је: „Двадесет пет милиона људи у Кини тренутно не може да нађе супружника због тога што је тамо недостатак жена [...] млади људи су принуђени да емигрирају да пронађу супружнике“. Родни небаланс у овим регионима је окривљен за подстицање пораста комерцијалне трговине сексом; извештај УН-а из 2005. говори да 800.000 људи одведено у бело робље преко граница сваке године, а од тога су чак 80% жене и девојчице.
Научници су нејасни и расправљају око могућих узрока варијација људског пола по рођењу. Девијације у односу полова по рођењу могу да буду због природних узрока. На пример, 2012, европска држава Лихтенштајн је пријавила однос од 1,26 по рођењу (794 девојчице на сваких 1.000 дечака).

## Биологија
Девојчице развијају женске карактеристике због наслеђена два X хромозома (XX), једног од сваког родитеља.
Око једне у хиљаду девојчица има 47,XXX кариотип, а једна у 2.500 45,X један.
Девојчице типично имају полни систем женски репродуктивни систем. Нека интерполна деца са двоструким гениталијама, и генетички мушка трансродна деца, такође могу бити класификована као девојчице.
Тела девојчица се постепено мењају током пубертета. Пубертет је процес физичких промена којим дететово тело зрели у одрасло тело способно за полно разможавање како би обезбедили оплођење. Инициран је хормонским сигналима из мозга према гонадама. Као одговор на сигнале, гонаде производе хормоне који стимулишу либидо, раст, функцију и трансфорамију мозга, костију, мишића, крви, коже, косе, груди, и полних органа. Физички развој—висина и тежина убразава се у првој половини пубертета и довршен је када је дете развило одрасли организам. До сазревања њихових репродуктивних способности, пре-пубертетске, физичке разлике између дечака и девојчица су гениталије, пенис и вагина. Пубертет је процес који обично наступа између 10-16 година, али то зависи од девојчице до девојчице. Главна оријентир за пубертет девојчица је менарха, почетак менструације, који се дешава у просеку између 12-13 године.

## Здравље
Здравље девојчица пати у културама у којима се девојчице мање цене од дечака, а породице највише средстава издвајају за дечаке. Велика претња по здравље девојчица је рани брак, који често доводи до ране трудноће. Девојке које су присиљене на дечји брак често затрудне брзо након удаје, повећавајући ризик од компликација и смртности мајки. Такве компликације које произилазе из трудноће и порођаја у младости су водећи узрок смрти међу тинејџеркама у земљама у развоју. Сакаћење женских гениталија које се практикује у многим деловима света је још један водећи узрок лошег здравља девојчица.